# Kavminvodyavia
Kavminvodyavia (Russisch: Кавминводыавиа) of KMV Mineralnye Vody Airlines is een Russische luchtvaartmaatschappij met hoofdzetel in Mineralnye Vody. Van daaruit voert zij passagiers-, vracht- en chartervluchten uit binnen Rusland en naar omringende landen. In 2011 gingen alle aandelen over naar Aeroflot.

## Geschiedenis
Kavminvodyavia of KMV Mineralnye Vody Airlines is in 1995 ontstaan uit Aeroflots Mineralnye Vody divisie. Op 15 november 2011 is Kavminvodyavia opgegaan in Aeroflot.

## Diensten
Kavminvodyavia voert lijnvluchten uit naar: (juli 2007)
Binnenland:
- Chabarovsk, Jekaterinenburg, Krasnojarsk, Mineralnye Vody, Moskou, Nojabrxsk, Norilsk, Novokoeznetsk, Novosibirsk, Sint-Petersburg, Stavropol.

Buitenland:
- München, Jerevan.

## Vloot
De vloot van Kavminvodyavia bestaat uit:(juli 2007)
- 4 Toepolev Tu-154B
- 2 Toepolev Tu-154M
- 2 Toepolev Tu-204-100 + 2 (In bestelling)
- 2 Toepolev Tu-134A